# Neurofibrilă
Neurofibrilele - sunt prezente  în celulele nervoase umane dar si la animale. Sunt formații filamentoase fine care țes o rețea în corpul neuronal și pătrund în prelungirile sale. Rolul neurofibrilelor este acela de a consolida citoscheletul și de a facilita transmiterea influxului nervos.